# Iglesia de Santa Lucía (Maracaibo)
La Iglesia Santa Lucía, denominada como "Parroquia Eclesiástica de Santa Lucía", es un templo parroquial católico ubicado en el tradicional barrio de El Empedrao, ícono cultural del municipio Maracaibo, estado Zulia, Venezuela. Fue construido en el siglo XIX, utilizando el estilo neogótico, por iniciativa de un grupo de parroquianos que se reunían desde 1834 en una de sus casas con la intención de levantar un templo dedicado a la mártir siracusana, hecho que se dio por orden del presidente del Zulia Venancio Pulgar, dando inicio a las obras en 1867 y finalizando en 1876, posteriormente fue completamente reconstruido en el siglo XX por el Pbro. José Luis Castellano, con el aporte exclusivo de la feligresía. Es uno de los templos más destacados de la ciudad, sobre todo por la devoción patronal y su gran riqueza patrimonial, destinada mayormente a la liturgia y a la piedad popular. Cuenta además con el privilegio de ser cuna de una de las devociones más importantes de Maracaibo: la de Santa Lucía, virgen y mártir, patrona de la vista y la garganta, devoción únicamente comparable a la que se profesa en honor de Ntra. Sra. de Chiquinquirá, patrona del estado, y a la cual le sigue en popularidad y arraigo dentro de la fe marabina. También destaca la devoción mariana hacia Ntra. Sra. de la Natividad, implantada a finales del siglo XIX y quien es copatrona de la Parroquia, y la de San Benito de Palermo de la calle Delgado.

## Historia
La devoción tributada a Santa Lucía fue traída por parte de los conquistadores, y sobre todo por españoles e italianos, mayoritariamente inmigrantes que llegaban a la ciudad. A finales de 1667 existían documentos en la Iglesia Parroquial Mayor, posteriormente Catedral de Maracaibo, en los que se hablaba sobre la existencia de un Altar dedicado a Santa Lucía. El espacio que ocuparía el futuro templo pertenecía a la Parroquia catedralicia. Había un pequeño caño o sajón que de vez en cuando dificultaba el paso hacia el templo mayor, por lo que fue creciendo en los vecinos el anhelo de tener un templo propio, al cual los feligreses pudiesen acudir sin tener que pasar las dificultades de la cañada nueva. Para 1830 existía la parroquia civil de Santa Lucía. Desde el 31 de julio de 1834 se reunían en casa de Velasco Ramírez, un grupo de parroquianos que proponían levantar un templo en honor a la mártir. Después de varios años, fue cuando se produjo la construcción del único templo de estilo neogótico que para entonces existiría en la ciudad, por orden del Presidente del Zulia, el General Venancio Pulgar. En julio de 1867 se inician las obras, que finalizan en 1876. En 1877 se crea la Parroquia eclesiástica de Santa Lucía por decisión del presbítero Tomás Zerpa, quien designó como primer párroco al padre Francisco José Delgado. La bendición del templo fue en 1879 y la imagen de Santa Lucía adquirida en 1890. Ya en el siglo XX, por iniciativa del padre José Luis Castellanos Ortiz, es reconstruida completamente.
En 1910, fue fundada la Sociedad y los Chimbangueles de San Benito de Palermo de la calle Delgado. En el siglo XX, el Pbro. José Luis Castellano Ortiz inicia la reconstrucción del templo, conservando el estilo neogótico y sufragado con fondos provenientes exclusivamente de los parroquianos. El interior del templo, con sus grandes arcadas neogóticas, le dan un aspecto majestuoso a la estructura. La Parroquia de Santa Lucía fue dividida por la Arquidiócesis de Maracaibo en 1989, a pesar de la negativa de sus habitantes, en dos parroquias: Santa Lucía desde la calle 93 Padilla hasta la calle 86 Pichincha, zona que constituye el corazón de la parroquia, y San Benito de Palermo, desde Pichincha hasta la calle 78. En un principio se pretendió llevar al nuevo templo el San Benito de la calle Delgado, que se encuentra en una pequeña capilla fundada por la familia Chaparro, y que cuenta con el arraigo y la tradición de su celebración el último domingo de enero por parte de los moradores de este sector. Sin embargo, nunca se llegó a un acuerdo, por lo que la fiesta del Santo de la calle Delgado, sigue formando parte de la Parroquia empedraera.